# Sukhoi Su-24
El Sukhoi Su-24 (en ruso: Сухой Су-24; designación OTAN: Fencer) es un avión de ataque supersónico y todo tiempo desarrollado en la Unión Soviética entre finales de los años 1960 y principios de los años 1970. Se trata de un avión biplaza y bimotor, con ala de geometría variable, que incluyó el primer sistema de navegación y ataque digital integrado de fabricación soviética. Se asemeja al F-111 estadounidense, aunque sus capacidades son más parecidas al Panavia Tornado europeo. Continúa en servicio en fuerzas aéreas de países que antes pertenecían al área de influencia de la Unión Soviética así como en otros países a los que el Su-24 fue exportado.

## Desarrollo
El Su-24 apareció a principios de los años 1960 como especificación para un nuevo cazabombardero que reemplazase al Ilyushin Il-28 y al Yakovlev Yak-28. La especificación, publicada en 1964, pedía un avión todo tiempo capaz de alcanzar velocidades supersónicas a baja altitud, con unos niveles muy altos en navegación y precisión al bombardeo. Además, los comandantes de la Fuerza Aérea Soviética conocían bien que los aviones existentes sufrían de la combinación de largas distancias para el despegue y autonomía corta. Como resultado, la especificación demandaba un rendimiento excelente en distancias cortas.

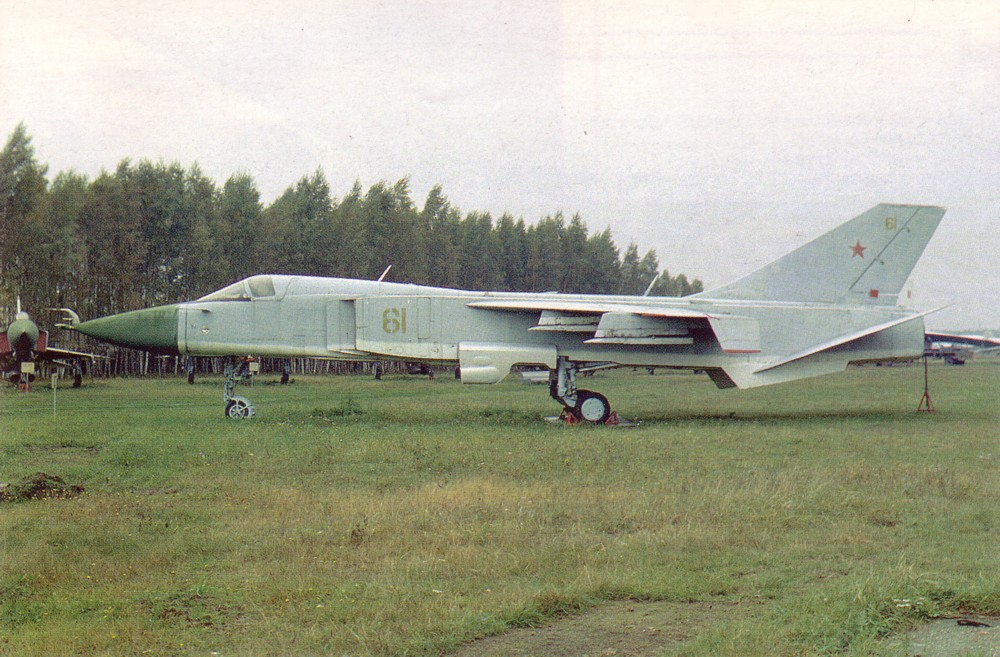
Prototipo T-6-1 conservado en un museo.

Sukhoi, como rival de Mikoyán-Gurévich (que estaba desarrollando más o menos simultáneamente un cazabombardero que se convertiría en el MiG-23), inicialmente consideró la posibilidad de impulsores verticales para reducir la distancia de despegue. Su primer prototipo, el T-6-1, que voló en 1967, tenía un configuración alar en delta con impulsores verticales en el fuselaje, similar al T-58VD, pero comprobaron que tenía un control de la aeronave muy pobre. Una versión modificada, el T-6-2, sin impulsores verticales, con las puntas de las alas hacia abajo y flaps con hendiduras. Su apariencia se asemejaba al BAC TSR-2 británico. Mientras que el T-6-2 mostró ser más funcional, su baja carga alar dificultaba el vuelo a baja altitud.
Una solución mejor fue las alas de geometría variable, que también eran utilizadas en aviones de esa época como el Su-17 y el MiG-23-11. El segundo prototipo de Sukhoi fue reequipado con alas de geometría variable y redesignado como T-6-2IG. Voló por primera vez en 1970 y demostró ser lo suficientemente bueno como para ser puesto en producción, inicialmente bajo la designación de Su-15M (este nombre, fue traducido mal por analistas occidentales, lo que los llevó a denominarlo como Su-19 hasta 1981).

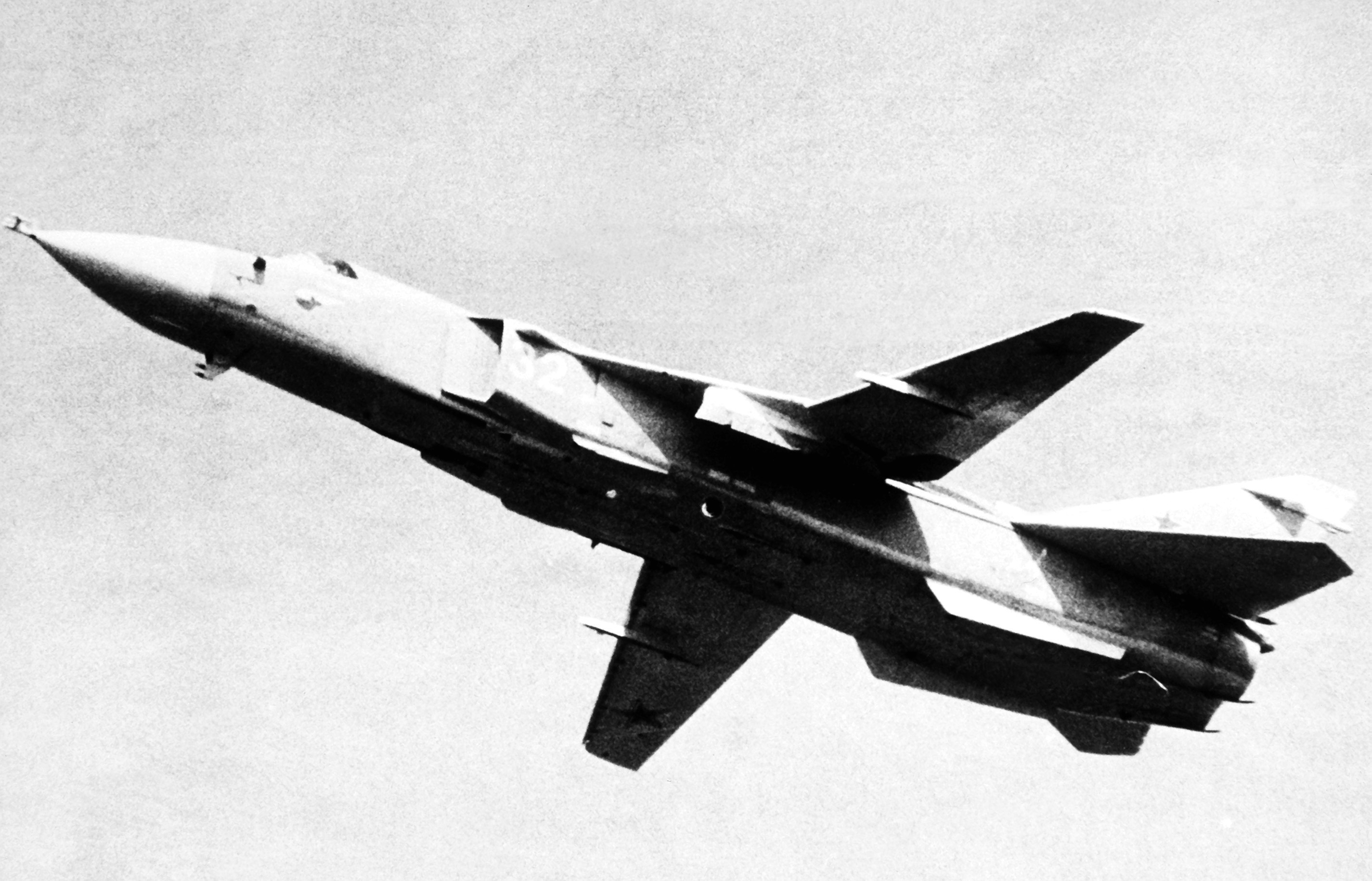
Un Su-24 en 1983.

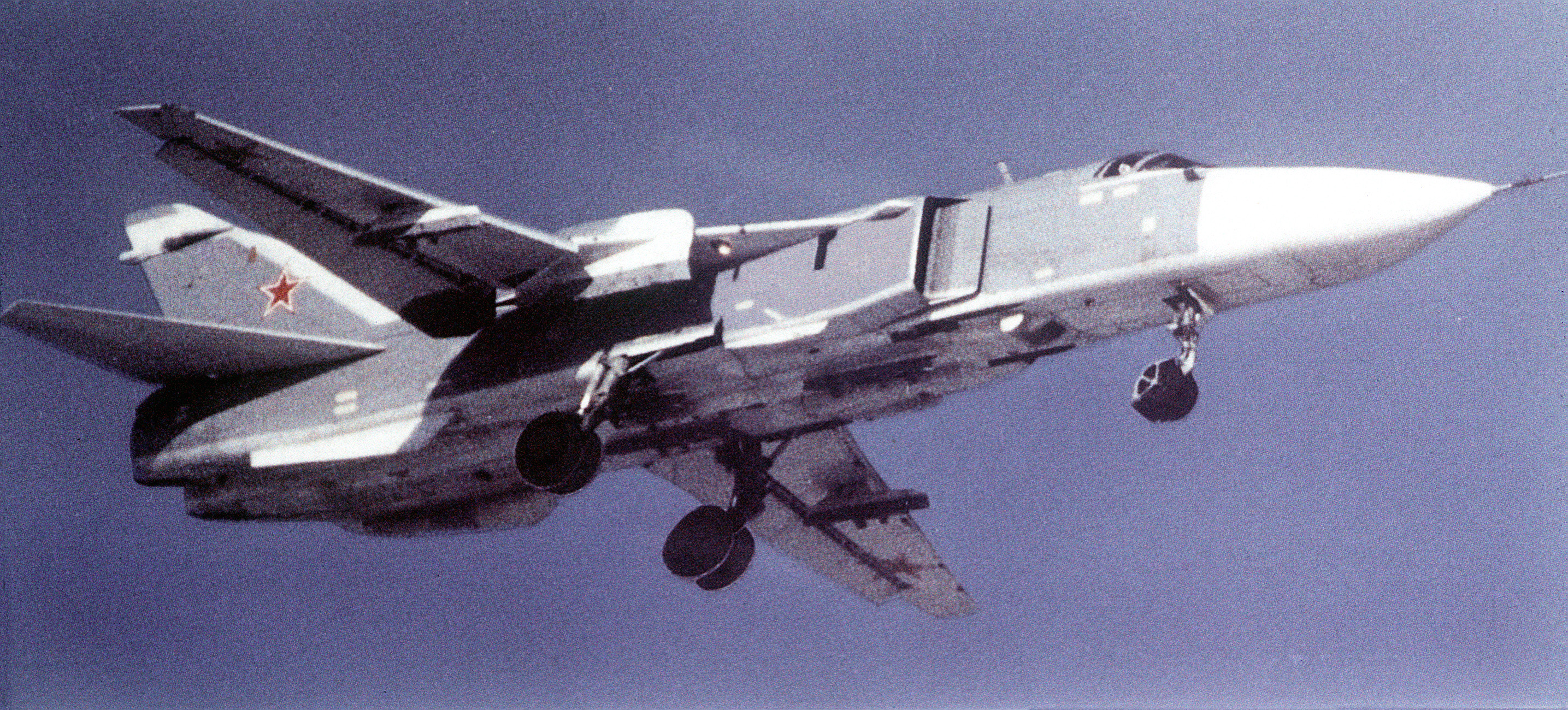
Un Su-24 aterrizando en 1986.

El Su-24 de producción (código OTAN Fencer-A) realizó su primer vuelo en diciembre de 1971, entrando en servicio en 1974. No pudo ser fotografiado claramente por la inteligencia de la OTAN hasta que se desplegaron en Alemania Oriental cinco años después, y la capacidad aparente del avión suscitó un pánico similar al ocurrido con el MiG-25. Como muchos aviones sofisticados, el Su-24 experimentó problemas iniciales, pero resultó ser popular entre su tripulación, que les dio el sobrenombre de Chemodán (чемодан, maleta) por su versatilidad y capacidad de armamento.
El Su-24 se desarrolló a través de variantes iniciales, recibiendo cada una su propia designación clave por parte de la OTAN. El desarrollo de una versión sustancialmente mejorada, el Su-24M (código OTAN Fencer-D), comenzó cuando la versión original entró en servicio, entrando en producción en 1978. El Su-24M entró finalmente en servicio en 1983. A partir del Su-24M se crearon dos variantes especializadas, el Su-24MR (Fencer-E) de reconocimiento y el Su-24MP (Fencer-F) para la adquisición de información ELINT.
La versión para exportación del Su-24M, el Su-24MK (la K de kommércheski, comercial), se vendió a varios clientes extranjeros: diez unidades a Argelia, quince a Libia y doce a Siria.

## Diseño

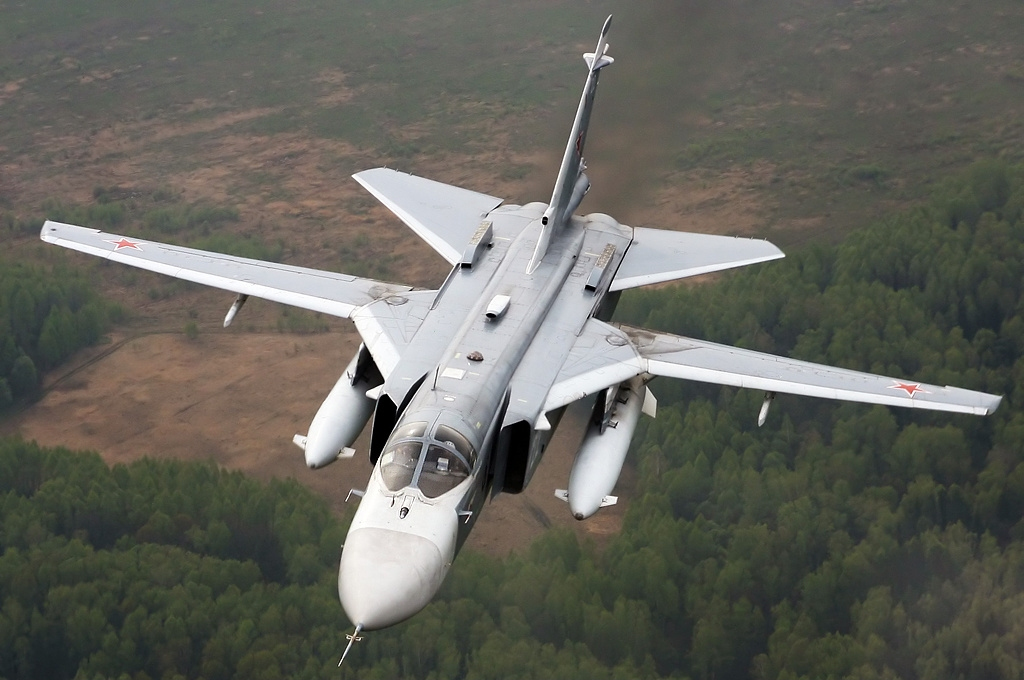
Un Su-24M visto desde delante en 2009.

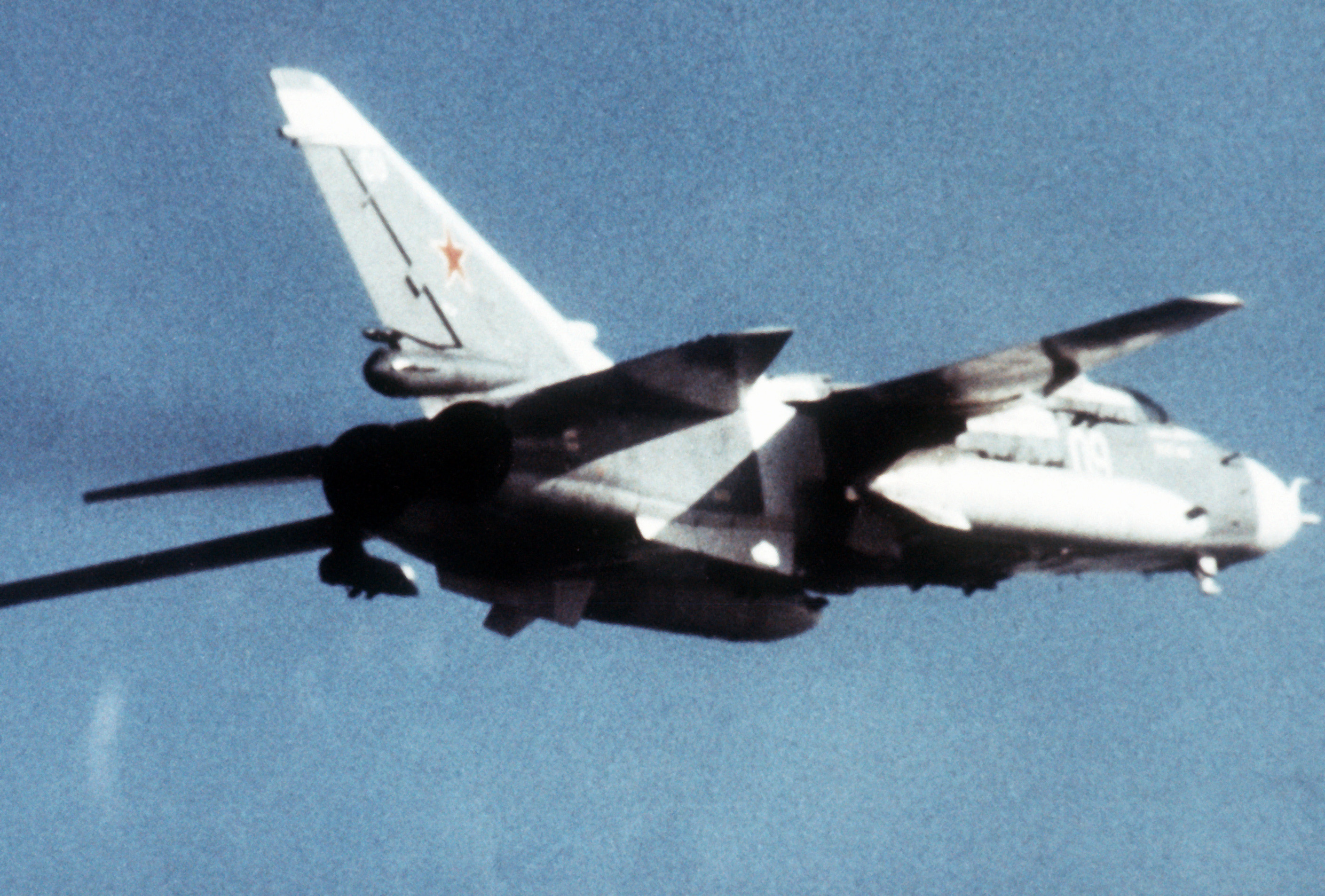
Parte posterior de un Su-24 en 1985.

Avión de ataque supersónico diseñado para misiones de penetración profunda en territorio enemigo, grande, pesado y bimotor, de cabina biplaza con el piloto y copiloto sentados juntos en una cabina ensanchada, el Su-24 es aerodinámicamente similar al MiG-23, aunque de mayor tamaño. Sus alas de geometría variable disponen de cuatro posiciones: a 16° para despegues, 35° y 45° para velocidades de crucero a distintas altitudes y 69° donde reduce al mínimo la relación entre envergadura y longitud. La geometría variable le proporciona unas cualidades como STOL buenas, permitiéndole aterrizar a una velocidad de 230 km/h, menor que la del Su-17 a pesar de su mayor peso. Su carga alar le sirve para tener un vuelo estable contra ráfagas, pero hace al avión más difícil de pilotar.
Parte del miedo inicial por parte de Occidente sobre el Su-24 se basaba en la suposición de que el Su-24 utilizaba motores turbofán que le proporcionaría un gran radio de alcance. Sin embargo, la realidad es que estaba equipado con dos turborreactores con poscombustión Saturn/Lyulka AL-21F-3A, que, aunque tenía un mejor rendimiento, consumía más combustible que los motores turbofán, limitaban su rango operativo, eran más caros de fabricar y mantener.
El Su-24 tenía las entradas de aire en los laterales del fuselaje central, a diferencia de la entrada frontal del Su-17. Los primeros Fencer-A tenían esas entradas de aire variables, lo que le permitía una velocidad máxima de Mach 2,18 (2320 km/h) y un techo de vuelo de 17 500 m. Debido a que los Su-24 se utilizaba en misiones a altitudes bajas, se eliminaron este tipo de entradas de aire para reducir el peso y el costo de mantenimiento. Esto no afectaba al rendimiento en cotas bajas, pero la velocidad máxima en altitud se reducía a Mach 1,35 a 11 000 m. Se creó una versión, con la parte posterior del fuselaje modificada y paracaídas de aterrizaje que recibió el nombre de Fencer-B, pero los soviéticos no le dieron una nueva designación.
En la cabina del Su-24 se situaba los dos asientos, uno al lado del otro como en el F-111, para el piloto y el oficial de armamento. La aviónica era la más sofisticada, utilizando el primer sistema de navegación y ataque integrado de la URSS. Los primeros Su-24 llevaban radares separados para terreno y ataque, junto con un sistema de navegación de radar doppler.
El armamento fijo del Su-24 consistía en un cañón rotativo Gsh-6-23 con 500 proyectiles, montado en la parte inferior del fuselaje. A diferencia del cañón del MiG-27, en el Su-24 estaba protegido con un obturador que se cerraba cuando no estaba en funcionamiento. El Su-24 tiene ocho puntos de sujeción externos: dos bajo la parte interna fija de las alas, dos en la parte móvil de las alas y cuatro bajo el fuselaje central, con una capacidad total de 8000 kg de armas, bombas de caída libre, misiles crucero, bombas guiadas, incluyendo varias armas nucleares. Solía llevar dos o cuatro misiles infrarrojos R-60 (AA-8 Aphid) para defensa propia.
Los primeros aviones tenían un equipo escaso para guerra electrónica, limitado a un receptor de alerta radar sin sistema de interferencia integrado. Los modelos posteriores tenían un equipo más completo incluyendo sistemas de alerta radar, de alerta de misil y de guerra electrónica activa, con antenas triangulares en los laterales de las entradas de aire y en la punta de la aleta vertical. Este modelo recibió por la OTAN el nombre de Fencer-C, aunque los soviéticos no crearon una nueva designación para este modelo.
El Su-24 ha sido comparado a menudo con el F-111 estadounidense, pero a pesar de tener un tamaño parecido al F-111, el Su-24 no alcanzó la capacidad de carga de armas del avión estadounidense. Sus habilidades están más cercanas al Panavia Tornado, aunque sus motores restringen su radio de combate.

## Historia en combate
Se fabricaron alrededor de 1200 unidades, donde permanecen en activo, además de en Rusia, en Azerbaiyán, Kazajistán, Ucrania y Uzbekistán. En Rusia existen 577 unidades operativas, divididas en 447 aviones en la Fuerza Aérea Rusa y 130 en la Armada Rusa. Aunque aún útil, es posible que el Su-24 sea reemplazado por modelos más modernos como el Su-34.

### Guerra soviético-afgana
La Unión Soviética utilizó algunos Su-24 en la guerra soviético-afgana, con una primera ronda de ataques en 1984 y una segunda intervención al final de la guerra en 1988. No se perdió ningún Su-24 en combate.

### Guerra civil libanesa
El 13 de octubre de 1990, aviones de la Fuerza Aérea Siria ingresaron al espacio aéreo libanés para atacar a las fuerzas militares del General Michel Aoun. En esta operación se utilizaron siete jets Su-24.

### Operación Tormenta del Desierto
Durante la Operación Tormenta del Desierto, la Fuerza Aérea Iraquí evacuó 24 de sus 30 Su-24MKs a Irán. Otros cinco fueron destruidos en el suelo, mientras que el único sobreviviente permaneció en servicio después de la guerra.

### Guerras civiles de Tayikistán y Afganistán.
Los Fencers fueron utilizados por la Fuerza Aérea de Uzbekistán (UzAF) contra las fuerzas islamistas y de la oposición que operan desde Afganistán (que también tuvo una guerra civil propia), como parte de una campaña aérea más amplia en apoyo del asediado gobierno de Tayikistán durante el 1992–97 guerra civil. Un Su-24M fue derribado el 3 de mayo de 1993 con un MANPADS FIM-92 Stinger disparado por los fundamentalistas. Ambos tripulantes rusos fueron rescatados.
En agosto de 1999, Tayikistán protestó por un presunto ataque que involucraba a cuatro UzAF Su-24 contra militantes islamistas en áreas cercanas a dos aldeas de montaña en el distrito de Jirgatol que, a pesar de no producir bajas humanas, mató a unos 100 cabezas de ganado y incendió varios campos de cultivo. Taskent negó las acusaciones.
En las etapas finales de la fase de 1996-2001 de la guerra civil afgana, Uzbekistán lanzó ataques aéreos contra posiciones talibanes en apoyo de la Alianza del Norte. Durante una misión para atacar a una unidad de infantería blindada talibán cerca de Heiratan, un Su-24 de la UzAF fue derribado el 6 de junio de 2001, matando a ambos miembros de la tripulación.

### Primera guerra chechena
El 3 de febrero de 1995, durante las operaciones en Chechenia, un Su-24M ruso golpeó el suelo con mal tiempo y mató a ambos tripulantes.

### Segunda guerra chechena
Los Su-24 se usaron en combate durante la segunda guerra chechena realizando misiones de bombardeo y reconocimiento. Se perdieron hasta cuatro, una debido a fuego hostil: el 4 de octubre de 1999, un SAM derribó un Su-24 mientras buscaba el lugar del accidente de un Su-25 derribado. El piloto fue asesinado mientras el navegante fue hecho prisionero.

### Guerra de Osetia del Sur 2008
En agosto de 2008, un conflicto de baja intensidad en las regiones separatistas georgianas de Osetia y Abjasia, se intensificó para abrir la guerra entre Rusia y Georgia. Los Su-24 rusos estaban muy involucrados en ataques con bombas y vuelos de reconocimiento sobre Georgia.
Rusia admitió que tres de sus aviones de ataque Su-25 y un bombardero de largo alcance Tu-22M3 se perdieron, Moscow Defense Brief proporcionó una estimación más alta y dijo que las pérdidas totales de la Fuerza Aérea de Rusia durante la guerra fueron un bombardero de largo alcance Tu-22M3 , un bombardero de caza Su-24M Fencer, un avión de reconocimiento Su-24MR Fencer E y cuatro aviones de ataque Su-25. Anton Lavrov enumeró un Su-25SM, dos Su-25BM, dos Su-24M y un Tu-22M3 perdidos.

### Fuerza Aérea Libia
Libia recibió cinco Su-24MK y un Su-24MR de la Unión Soviética en 1989. Esta fue una de las últimas entregas de la URSS a Libia antes del final de la Guerra Fría. Un Su-24MK y un Su-24MR pueden haber sido transferidos a la Fuerza Aérea Árabe Siria.
A principios de 2011, la Fuerza Aérea de Libia recibió la orden de atacar posiciones rebeldes y mítines de oposición. Los activos disponibles para la Fuerza Aérea de Libia se limitaron a una fuerza compuesta de algunos MiG-23 (que se retirarán, según los planes anteriores) y Su-22 y algunas unidades de cazas MiG-21, Su-24 y Mirage F-1ED con capacidad de vuelo. Bombarderos, apoyados por Soko G-2 Galeb y Aero L-39 Albatros armadores entrenados. La mayor parte de la flota anterior estaba en mal estado o almacenada en condiciones de no volar. El 5 de marzo de 2011, al comienzo de la guerra civil libia de 2011, los rebeldes derribaron un Su-24MK de la Fuerza Aérea de Libia durante los combates alrededor de Ra's Lanuf con un arma antiaérea ZU-23-2. Ambos tripulantes murieron. Un reportero de la BBC apareció en la escena poco después del evento y filmó una parte de un avión en el lugar del accidente mostrando el emblema del escuadrón 1124, volando el Su-24MK.

### Guerra civil siria
A partir de noviembre de 2012, 18 meses después del comienzo de la guerra civil siria y cuatro meses después del inicio de los ataques aéreos de los aviones SAF de ala fija, los bombarderos medios Su-24 fueron filmados atacando posiciones rebeldes. El 28 de noviembre de 2012, la SAF sufrió su primera pérdida Su-24, una versión MK2 mejorada, contra un misil tierra-aire Igla cerca de la ciudad de Darat Izza en la gobernación de Alepo. Uno de los miembros de la tripulación, el coronel Ziad Daud Ali, resultó herido y filmado cuando lo llevaban a un hospital de campaña rebelde.
Según los informes, los esgrimistas sirios también han estado involucrados en encuentros cercanos con aviones de combate de la OTAN. El primero de tales incidentes ocurrió a principios de septiembre de 2013, cuando los Su-24 sirios del 819.º Escuadrón (lanzado desde la Base Aérea Militar de Tiyas) volaron sobre el Mediterráneo y se acercaron a la zona de exclusión aérea de 14 millas que rodea la base aérea británica en Akrotiri, Chipre. Los jets se volvieron antes de llegar al área debido a que dos Eurofighter Typhoon de la Royal Air Force estaban siendo enviados para interceptarlos, igualmente, Turquía también envió dos F-16. Los Fencers posiblemente estaban probando las defensas aéreas de la base (y su tiempo de reacción) en preparación para un posible ataque militar de los Estados Unidos, el Reino Unido y Francia después del ataque con armas químicas en Ghouta, Damasco presuntamente cometido por el sirio gobierno.
El 23 de septiembre de 2014, un Su-24 sirio fue derribado por un misil MIM-104D Patriot del Comando de Defensa Aérea israelí cerca de Quneitra, después de haber penetrado 800 metros (2,600 pies) en el espacio aéreo controlado israelí sobre los Altos del Golán ocupados. El misil golpeó el avión cuando ya regresó al espacio aéreo sirio. Ambos miembros de la tripulación fueron expulsados de manera segura y aterrizaron en territorio sirio.
El 18 de marzo de 2018, un Su-24 de la SAAF fue derribado por rebeldes en el este de Qalamoun, al este de la provincia de Damasco, el Su-24 cayó en un territorio controlado por las fuerzas del gobierno sirio.

#### Intervención militar rusa en Siria
El poder de ataque de largo alcance de las fuerzas aeroespaciales rusas en la región proviene de los doce bombarderos Su-24M2 que Rusia envió a su base en Latakia, Siria. El 24 de noviembre de 2015, un ruso Su-24M fue derribado por un vuelo de dos F-16 turcos cerca de la frontera entre Turquía y Siria. Los dos tripulantes fueron expulsados antes de que el avión se estrellara en territorio sirio. Rusia afirmó que el avión no había abandonado el espacio aéreo sirio, mientras que Turquía afirmó que el avión entró en su espacio aéreo y fue advertido de 10 a 12 veces antes de ser derribado. Un comandante adjunto en una brigada turcomana siria afirmó que su personal disparó y mató a la tripulación mientras descendían en paracaídas, mientras que algunos funcionarios turcos declararon posteriormente que la tripulación seguía con vida. El oficial de sistemas de armas fue rescatado por las fuerzas rusas, pero el piloto fue asesinado por rebeldes, junto con un marine ruso involucrado en un intento de rescate en helicóptero. El presidente ruso, Vladímir Putin, advirtió a Turquía de serias consecuencias. Se ha informado de que aviones de combate rusos escoltaban misiones de bombarderos, se desplegaron sistemas antiaéreos S-400 avanzados en Siria y se envió un crucero antiaéreo ruso a Siria para proteger los aviones rusos. Tras el incidente, Rusia anunció que los Su-24 en Siria habían sido equipados con misiles aire-aire en salidas operativas.

### Conflicto ucraniano 2014

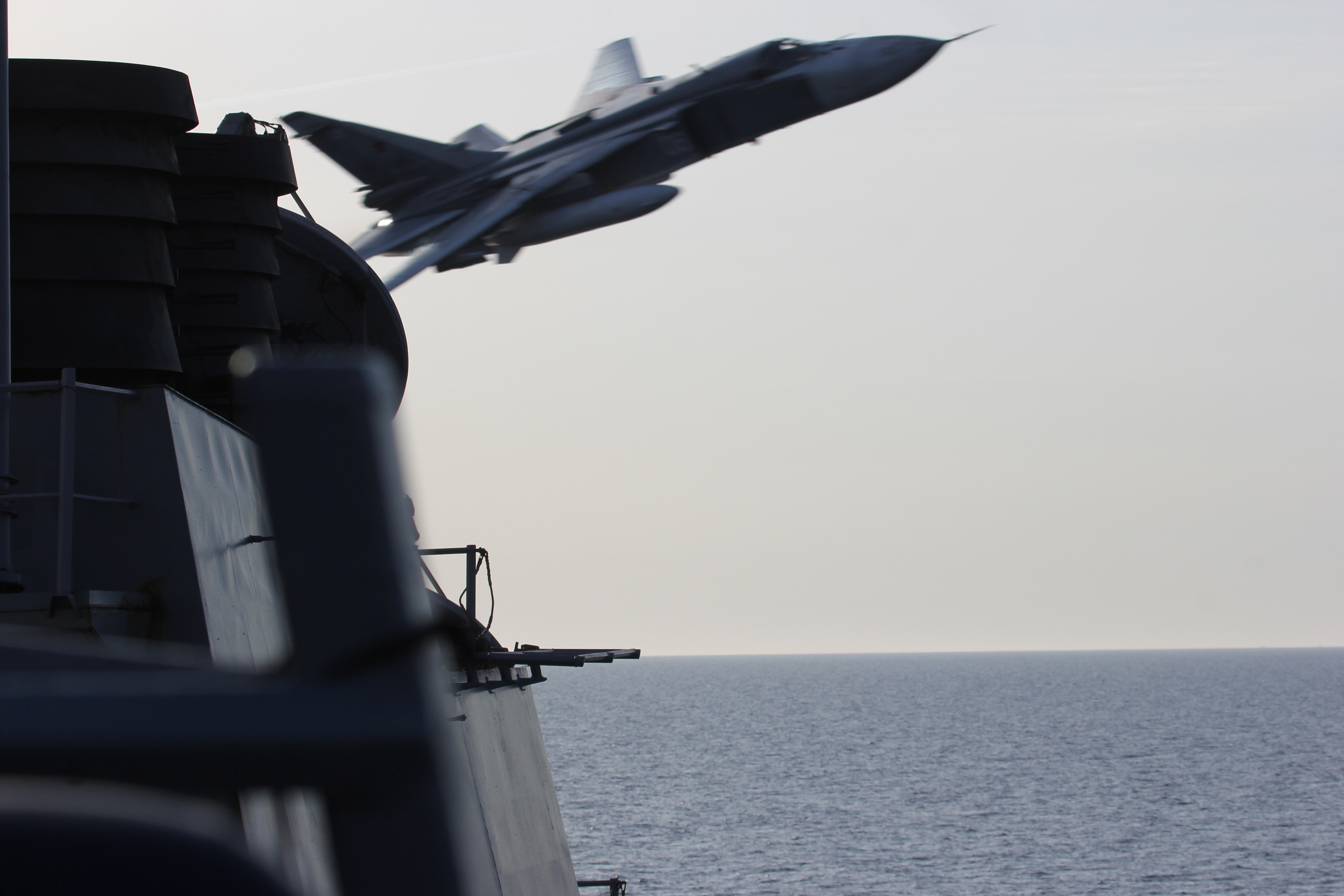
Un caza ruso Su-24 sobrevuela a baja cota al destructor estadounidense USS Donald Cook, año 2016.

El 2 de julio de 2014, un Su-24 de la Fuerza Aérea de Ucrania fue dañado por un MANPADS despedido por fuerzas prorrusas. Uno de los motores fue dañado, pero la tripulación logró regresar a la base y aterrizar. Durante el aterrizaje comenzó un nuevo fuego, pero fue extinguido por la cuadrilla de tierra.
Identificado inicialmente como un Su-25, el 20 de agosto de 2014 un Su-24M ucraniano fue derribado por las fuerzas prorrusas en la región de Lugansk y confirmado por las autoridades ucranianas que informaron que los miembros de la tripulación fueron expulsados de manera segura y fueron recuperados. El 21 de agosto de 2014, el avión derribado fue identificado como un Su-24M.
A fines de mayo de 2015, un par de rusos Su-24 hicieron un pase bajo sobre el USS Ross en el Mar Negro.
En abril de 2016, varios Su-24 rusos volaron a menos de 30 metros de otro barco estadounidense, el destructor Donald Cook en el Mar Báltico. Los incidentes ocurrieron durante dos días, con los aviones haciendo el paso por encima del Donald Cook mientras estaba en aguas internacionales. En noviembre de 2018, dos Su-24 rusos armados volaron bajo sobre la fragata belga Godetia. En el momento del incidente, la Godetia estaba en uso como el barco de mando de la flota de barrido de minas de la OTAN en el norte.

### Invasión rusa de Ucrania de 2022
Los Su-24M fueron utilizados por Ucrania durante la invasión rusa de Ucrania de 2022. Según los informes, Ucrania tenía entre 10 y 20 Su-24 operativos antes de la invasión.
En las primeras horas de la invasión, la Fuerza Aérea de Ucrania usó al menos dos Su-24M durante la Batalla del Aeropuerto Antonov contra las Fuerzas Aerotransportadas Rusas que habían sido insertadas en el aeropuerto por helicópteros. El 27 de febrero, un Su-24 ucraniano se perdió cerca de Bucha, Óblast de Kiev. Los pilotos, el Comandante Ruslan Aleksandrovich Belous y el Comandante Roman Aleksandrovich Dovhalyuk, murieron y fueron condecorados con la Orden de Bohdan Khmelnytsky. Se informó de la pérdida de otro bombardero el 3 de abril, cuando apareció un video que mostraba el lugar del accidente con los restos de un motor AL-21 de color azul empleado por el Su-24. El 10 de abril, las fuerzas rusas destruyeron otro Su-24 ucraniano en Izyum. El 19 de mayo, un Su-24 de la 7.ª Brigada de Aviación Táctica se perdió cerca de Pylove. Fallecieron el piloto teniente coronel Igor Khamar y el navegante mayor Ilya Negar.
El 9 de agosto, las explosiones en el aeropuerto de Saky en Novofedorivka, Crimea, destruyeron y dañaron varios aviones en tierra, entre ellos al menos cinco Su-24 de la aviación naval rusa. Rusia negó la pérdida de cualquier avión, aunque esto fue refutado por imágenes de satélite.
En octubre, Rusia afirmó haber derribado a un Su 27 y a un Su 24 mediante misiles lanzados por un S-300 a una distancia de 217 km.
El 9 de octubre de 2022, un Su-24 se estrelló durante el aterrizaje en la región de Rostov en Rusia debido a un mal funcionamiento técnico.
En total al 24 de noviembre de 2022, el sitio web de inteligencia de código abierto Oryx ha confirmado visualmente 8 pérdidas Su-24 para Rusia.

## Variantes

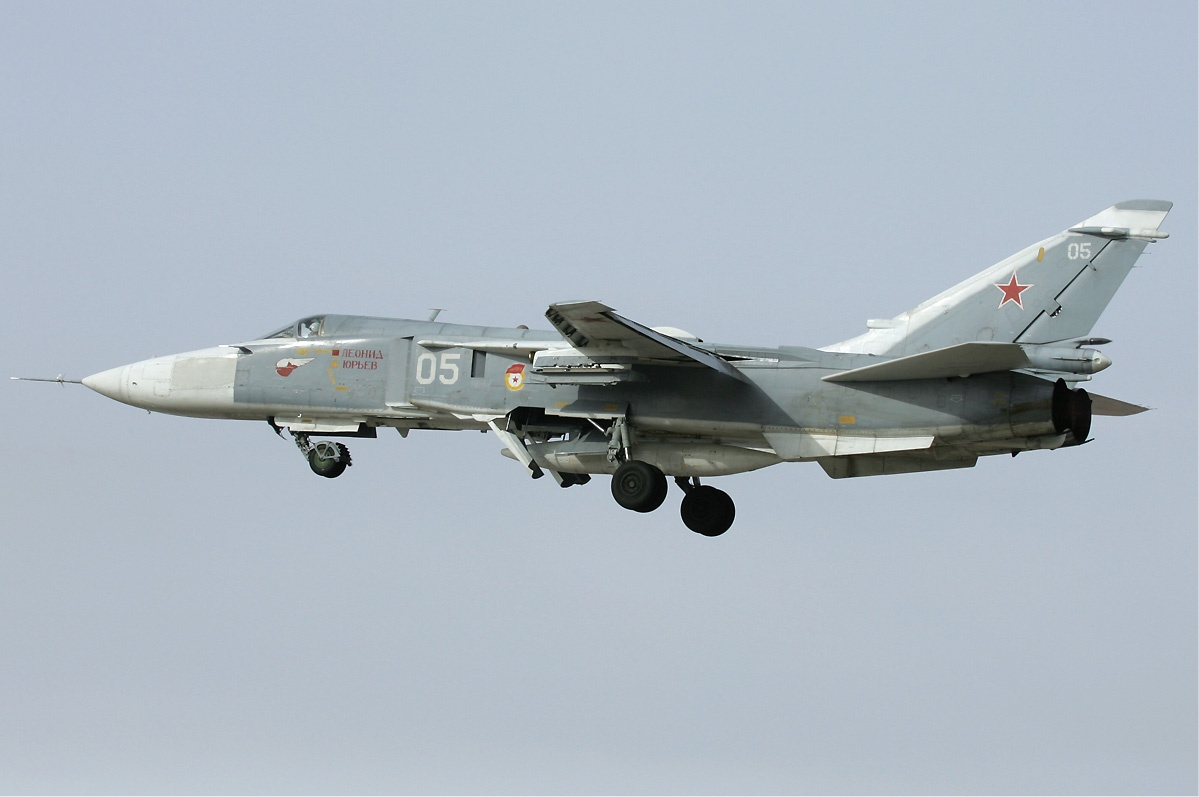
Su-24MR de la Fuerza Aérea Rusa en 2011.

- Su-24M (Fencer-D): una versión mejorada desarrollada a mediados de los años 1970 y que entró en servicio en 1983, tenía un fuselaje 0,76 m más largo, una sonda retráctil para reabastecerse en vuelo y un radomo más corto para un nuevo radar de ataque Orion-A. El nuevo radar estaba acoplado a un radar de superficie Relyef y al sistema de vuelo automático SAU-6M1 lo que le permitía volar "sin manos" a baja altitud. También se le añadió un sistema de navegación inercial PNS-24M y una computadora digital. Los nuevos sistemas redujeron la capacidad de combustible en 85 litros.
- Su-24MK: versión de exportación del Su-24M, reduciendo la cantidad de aviónica y algunos modelos sin la sonda para reasbastecimiento.
- Su-24MR (Fencer-E): variante dedicada al reconocimiento, que voló por primera vez en septiembre de 1980 y entró en servicio en 1985. Mantiene la mayor parte del equipo electrónico del Su-24M, pero sin el radar de ataque Orion-A y el cañón a favor de dos cámaras panorámicas, cámara de televisión Aist-M, radar de búsqueda lateral RDS BO y sistema de infrarrojos Zima.
- Su-24MP (Fencer-F): versión dedicada a ELINT, con intención de reemplazar al Yak-28PP. Realizó su primer vuelo en diciembre de 1979. Está equipado con múltiples antenas para recoger información y mantiene el cañón interno y hasta cuatro misiles R-60 para defensa. Sólo se fabricaron una cantidad entre 12 y 20 unidades.

Los modelos existentes del Su-24M y Su-24MK están pasando por un programa de mejoramiento y extensión de vida útil, incluyendo GPS, pantallas multifunción, generadores digitales de mapas y las últimas armas como los misiles aire-aire R-73 (AA-11 Archer). La versión actualizada es designada como Su-24M2.

## Usuarios

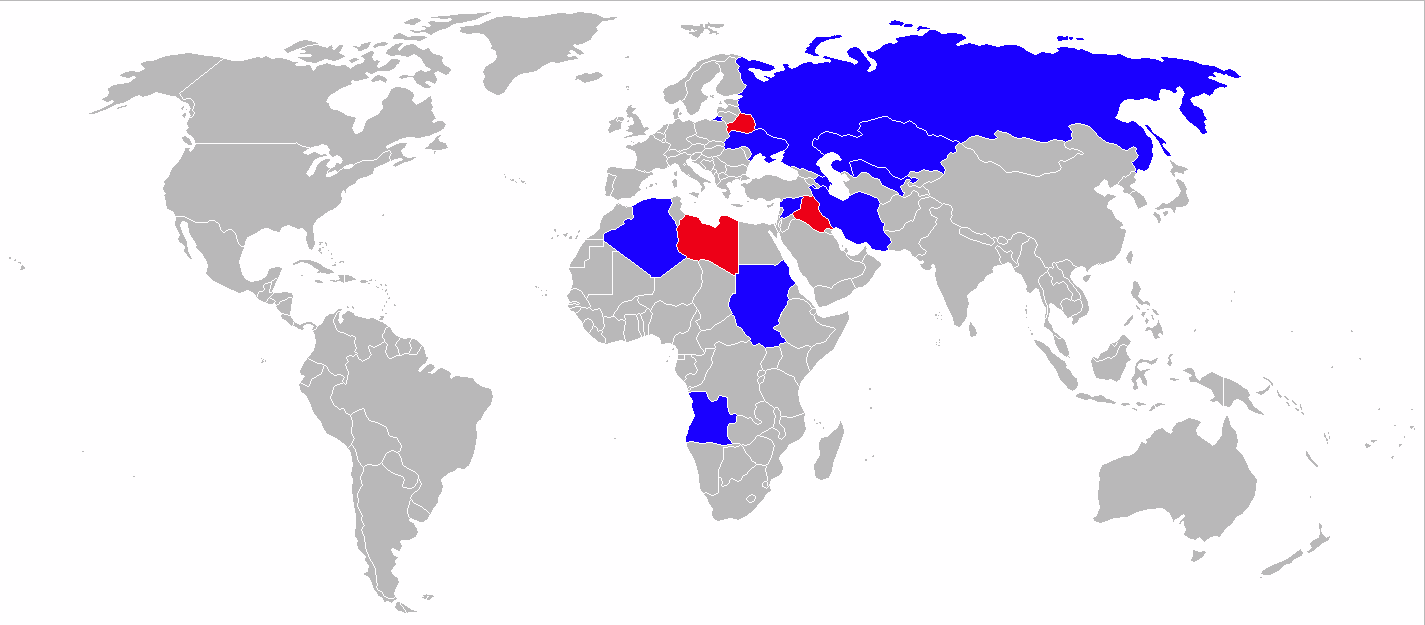
Operadores del Su-24.
Antiguos operadores del Su-24.

### Actuales
Argelia

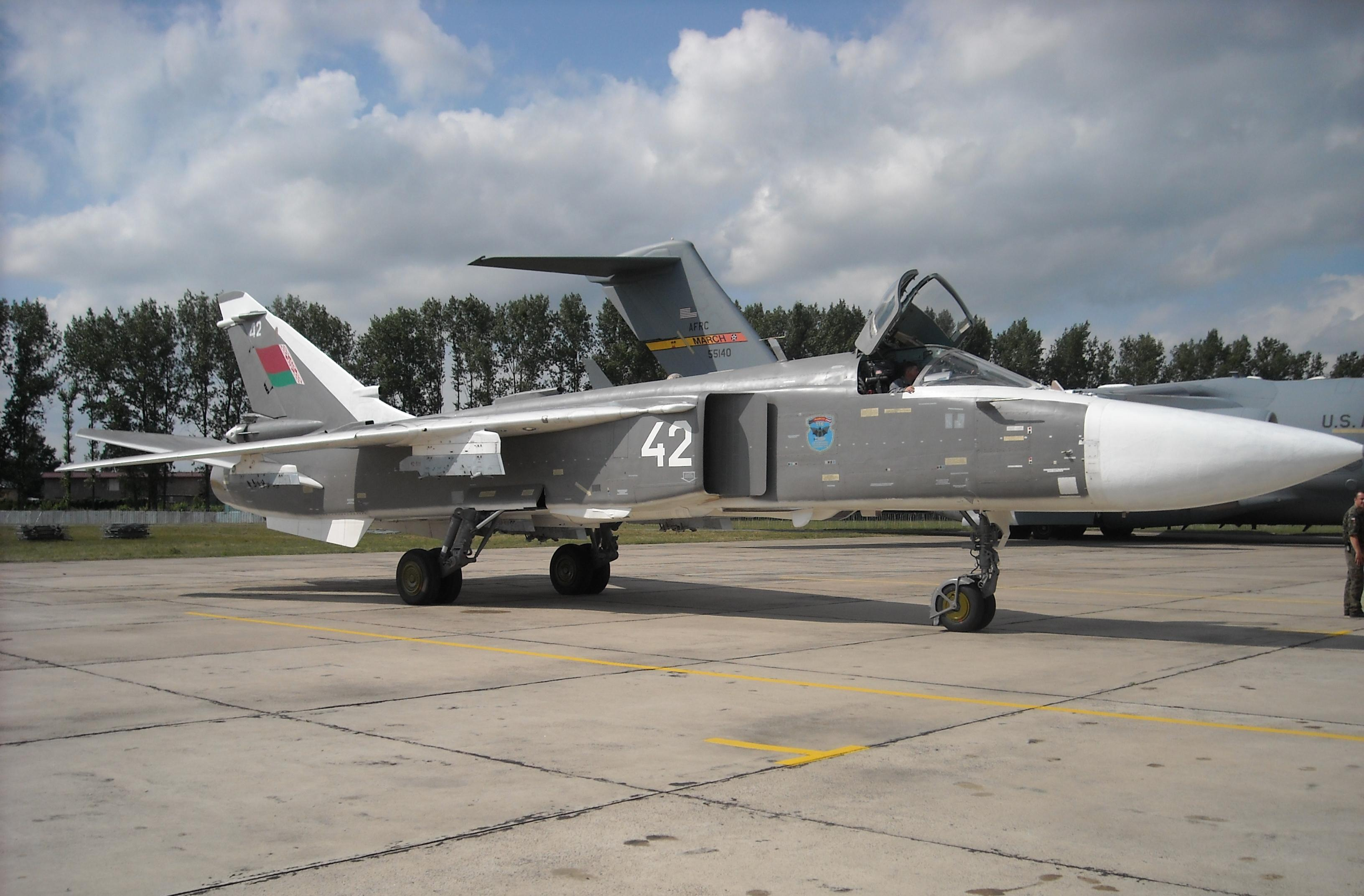
Un Su-24M de la Fuerza Aérea Bielorrusa.

- Fuerza Aérea Argelina - 45 aviones comprados, de los siguen en servicio 40 Su-24MK actualizados al estándar Su-24MK2 con capacidad a utilizar RAPTOR-2 (Sud-Africano) y 4 Su-24MKR.

 Angola
- Fuerza Aérea de Angola - En torno a 12 Su-24 comprados a un proveedor no identificado, posiblemente Bielorrusia; 1 Su-24 fue visto en 2008 en la Base Aérea de Catumbela.[17]

 Azerbaiyán
- Fuerza Aérea de Azerbaiyán - 3 en servicio en noviembre de 2008.[18]

 Bielorrusia
- Fuerza Aérea Bielorrusa - 34 aviones recibidos de la Unión Soviética, de los que 22 son Su-24MK y 12 Su-24MR.

 Irán
- Fuerza Aérea de la República Islámica de Irán - De 24 a 36 adquiridos después de la guerra entre Irán e Irak.

 Libia
- Fuerza Aérea Libia - 8 Su-24MK recibidos, de los que 5 continúan en el inventario, 1 fue destruido por fuego, 1 fue derribado en 2011 por los rebeldes, y el otro fue destruido en tierra por un F-16 belga.[19][20]

 Rusia
- Fuerza Aérea Rusa - 321 en servicio en noviembre de 2008.[18]
- Aviación Naval Rusa - 94 en servicio en noviembre de 2008.[18]

 Siria
- Fuerza Aérea Siria - En torno a 20 aviones.

 Ucrania
- Fuerza Aérea Ucraniana - 130 Su-24 en servicio en noviembre de 2008.[18]

 Uzbekistán

### Anteriores
Irak
- Fuerza Aérea Iraquí - 30 aviones recibidos, de los que 5 fueron destruidos en la guerra del Golfo, 1 sobrevivió en Irak y 24 volaron a Irán donde fueron puestos en servicio con la Fuerza Aérea Iraní.[21]

 Unión Soviética
- Fuerza Aérea Soviética - Pasaron a los estados sucesores
- Aviación Naval Soviética - Pasaron a los estados sucesores

## Especificaciones (Su-24MK)
Referencia datos: Sukhoi.org

### Características generales
- Tripulación: 2 (piloto y Oficial de Sistemas de Armas)
- Longitud: 22,53 m
- Envergadura: (ala de geometría variable)
  - Con alas extendidas: 17,64 m
  - Con alas en flecha máxima: 10,37 m
- Altura: 6,19 m
- Superficie alar: 55,2 m²
- Peso vacío: 22.300 kg
- Peso cargado: 38.040 kg
- Peso máximo al despegue: 43.755 kg
- Planta motriz: turborreactores Saturn/Lyulka AL-21F-3A.
  - Empuje normal: 75 kN (7648 kgf; 16 861 lbf)
  - Empuje con postquemador: 109,8 kN (11 196 kgf; 24 684 lbf)
- Capacidad de combustible: 11100 kg

### Rendimiento
- Velocidad máxima operativa (Vno): 1315 km/h (817 MPH; 710 kt) (Mach 1,08) a nivel del mar; Mach 1,35 a gran altitud
- Radio de acción: 615 km en una misión de ataque a baja altitud (lo-lo-lo) con 3000 kg de carga bélica y combustible externo
- Alcance en ferry: 2775 km
- Techo de vuelo: 11 000 m (36 089 ft)
- Régimen de ascenso: 150 m/s (29 527 ft/min)
- Carga alar: 651 kg/m²
- Empuje/peso: 0,60
- Límite de fuerzas G: 6
- Carrera de despegue: 1550 m
- Carrera de aterrizaje: 1100 m

### Armamento
- Cañones: 1× cañón rotativo de 6 cañones calibre 23 mm Gryazev-Shipunov GSh-6-23 con 500 proyectiles.Su-24 con su armamento.
- Puntos de anclaje: 8 con una capacidad de 8000 kg, para cargar una combinación de:  
  - Bombas: 

    - Varios tipos de bombas convencionales
    - Bombas guiadas: KAB-500KR guiadas por TV y KAB-500L guiadas por láser.

  - Cohetes: Lanzadores de cohetes S-5 de 55 mm, S-8 de 80 mm o S-13 de 120 mm.
  - Misiles: 

    - Misiles aire-superficie:
      - 4 × Kh-23 (AS-7 'Kerry') guiados por radio
      - 4 × Kh-25ML (AS-10 'Karen') guiados por láser
      - 2 × misiles antirradiación Kh-28 (AS-9 'Kyle'), Kh-58 (AS-11 'Kilter'), o Kh-31P (AS-17 'Krypton')
      - 3 × Kh-29L/T (AS-14 'Kedge') guiados por láser/TV
      - 2 × Kh-59 'Ovod' (AS-13 'Kingbolt') guiados por TV

    - Misiles aire-aire:
      - 2 × misiles de corto alcance para autodefensa R-60 (AA-8 'Aphid') o, con actualización, también R-73 (AA-11 'Archer').

  - Otros: Otra opciones de armamento incluyen contenedores de cañones externos y bombas nucleares tácticas.

### Aviónica
- Radar de ataque Orion-A
- Sistema de navegación inercial PNS-24M
- Sistema designador láser/óptico Kaira-24

### Aeronaves similares
- General Dynamics F-111
- North American A-5 Vigilante
- Republic F-105 Thunderchief
- BAC TSR-2
- Dassault Mirage IV
- Xian JH-7
- Avro Canada CF-105 Arrow